# البحرين في دورة الألعاب الآسيوية البارالمبية
تنافس البحرين لأول مرة في دورة الألعاب الآسيوية البارالمبية في عام 2010.

## دورة الألعاب الآسيوية البارالمبية

### الميداليات حسب الدورات
| الدورة      | الترتيب | الذهب | الفضة | البرونز | المجموع |
| ----------- | ------- | ----- | ----- | ------- | ------- |
| غوانزو 2010 | 19      | 1     | 2     | 0       | 3       |
| إنتشون 2014 | 28      | 0     | 1     | 2       | 3       |
| المجموع     | 23      | 1     | 3     | 2       | 6       |